# Thomas Malthus
Thomas Robert Malthus (Rookery, perto de Guildford, condado de Surrey, 13 ou 14 de fevereiro de 1766 — Bath, 23 de dezembro de 1834) foi um clérigo anglicano, economista e matemático, iluminista britânico, considerado o pai da demografia, por sua teoria de controle do aumento populacional, conhecida como malthusianismo. Afirmava que, enquanto os meios de subsistências crescem em progressão aritmética, a população cresce em progressão geométrica, e a melhoria da humanidade seria impossível sem limites rígidos para a reprodução.
Filho de um rico proprietário de terras, terminou os estudos no Jesus College (Cambridge) a partir de 1784, onde obteria um posto de professor em 1793. Maltus tornou-se pastor anglicano em 1797 e, dois anos depois, iniciou uma longa viagem de estudos pela Europa. Casou-se em 1804.
Seu pai, Daniel Matlhus, um rico proprietário de terras, amigo do filósofo David Hume e seguidor fiel de Jean-Jacques Rousseau, utilizou a obra Emile para influenciar na educação de Malthus, educado domiciliarmente até ingressar no Jesus College (Cambridge) a partir de 1784, obtendo licenciatura no ano de 1971 e posteriormente um posto de professor em 1793. No ano de 1797 tornou-se sacerdote da Igreja Anglicana, fato que influenciou decisivamente sua obra Ensaio Sobre a População, e, dois anos após, participou de uma turnê europeia com William Otter, Edward Daniel Clarke e John Marten Cripps, utilizando-a para coletar dados populacionais.

## Malthualismo

### Malthus e seus “Ensaios”
Em 1805, foi nomeado professor de história e de economia política em um colégio da Companhia das Índias (o East India Company College), em Haileybury. Expôs suas ideias em dois livros conhecidos como "Primeiro Ensaio" e "Segundo Ensaio". No primeiro, de 1798, denominado “An essay on population”, de 1798, o qual necessitou também de uma outra edição ampliada e revisada em 1802 e subsequentemente em 1806, 1807, 1817, 1826, ele especificou:
''Foi um economista britânico, e é considerado o pai da demografia, por suas teorias'' "Um ensaio sobre o princípio da população na medida em que afeta o melhoramento futuro da sociedade, com notas sobre as especulações de Mr. Godwin, M. Condorcet e outros escritores.”
Além disso, Malthus ofereceu um importante modelo teórico do sistema de casamento na Inglaterra do início do século XIX, chamando a atenção para duas hipóteses básicas: a primeira abordando a necessidade do alimento para a existência do homem, e a segunda em que o desejo de intercurso sexual motiva fortemente a humanidade.

Já o segundo, de 1803, foi descrito como:
"Um ensaio sobre o princípio da população ou uma visão de seus efeitos (...) passados e presentes na felicidade humana, com uma investigação das nossas expectativas quanto à remoção ou mitigação futura dos males que ocasiona."
Tanto o primeiro ensaio (o qual apresenta uma crítica ao utopismo) quanto o segundo (em que há uma vasta elaboração de dados materiais) têm como princípio fundamental a hipótese de que as populações humanas crescem, quando não submetidas a obstáculos, duplica-se a cada 25 anos, seguindo em uma progressão geométrica. Malthus estudou possibilidades de restringir esse crescimento, pois os meios de subsistência poderiam crescer somente em progressão aritmética. Portanto, a capacidade de crescimento populacional seria infinitamente maior que o poder da terra em produzir subsistência para o homem. Segundo ele, esse crescimento populacional é limitado pelo pela própria natureza, e poderia ser efetuado por meio de obstáculos naturais, como o aumento da mortalidade e por todas as restrições ao nascimento, decorrentes da miséria, território limitado, as epidemias, guerras e do vício. Previa, também, que um dia as possibilidades de aumento da área cultivada estariam esgotadas, pois todos os continentes estariam plenamente ocupados pela agropecuária e, no entanto, a população mundial ainda continuaria crescendo. Malthus defendia o que chamou de ‘controle moral’. Devido à sua formação religiosa, pregava uma série de normas que incluíam a abstinência sexual e o adiamento dos casamentos, que só deveriam ser permitidos mediante capacidade comprovada para sustentar a provável prole. Seus dois ensaios estão permeados de conceitos cristãos como o mal, a salvação e a condenação.
Malthus escreveu também "Princípios de economia política", em 1820, e "Definições em economia política", em 1827. Em suas obras econômicas, Malthus demonstrou que o nível de atividade em uma economia capitalista depende da demanda efetiva, o que constituía, a seus olhos, uma justificativa para os esbanjamentos praticados pelos ricos. A ideia da importância da demanda efetiva seria depois retomada por Keynes.

### Malthus e o casamento
Malthus desenvolve, a partir da segunda edição de seu livro, a ideia de controles preventivos: as reflexões morais que os indivíduos civilizados fariam antes de contraírem matrimônio. Entre essas, tem-se a análise dos custos do matrimônio em função do contexto social e econômico. A união matrimonial pressupunha um custo adicional na vida das pessoas, que seriam obrigadas a abandonar hábitos sociais. Suas anotações estavam dispostas da seguinte maneira:
Casar: filhos (Se Deus consentir); constante companhia, que se interessará pela gente (uma companheira na velhice); objeto de amor e distração; etc.
Permanecer solteiro: liberdade de ir para onde quiser; escolher a vida social, e pouco dela; conversas com homens inteligentes nos clubes; não ser forçado a visitar parentes e a envolver-se com ninharias; etc.
Os custos reais, custos dos filhos, custos de uma esposa, são, assim, contrapostos às vantagens da companhia e do conforto. Tais desvantagens tornariam a vida menos confortável e haveria com certeza uma perda de tempo e lazer.
O casamento, portanto, não era automático e universal, arranjado por outros e ocorrendo como qualquer evento natural, mas algo a ser escolhido, ponderando todos os prós e os contras. Era uma decisão que poderia ser tomada cedo na vida, adiada ou mesmo afastada e apresentava para ele um contexto econômico da Inglaterra, por ser uma nação de negociantes que se empenhavam por lucros e riquezas através da indústria e do comércio.

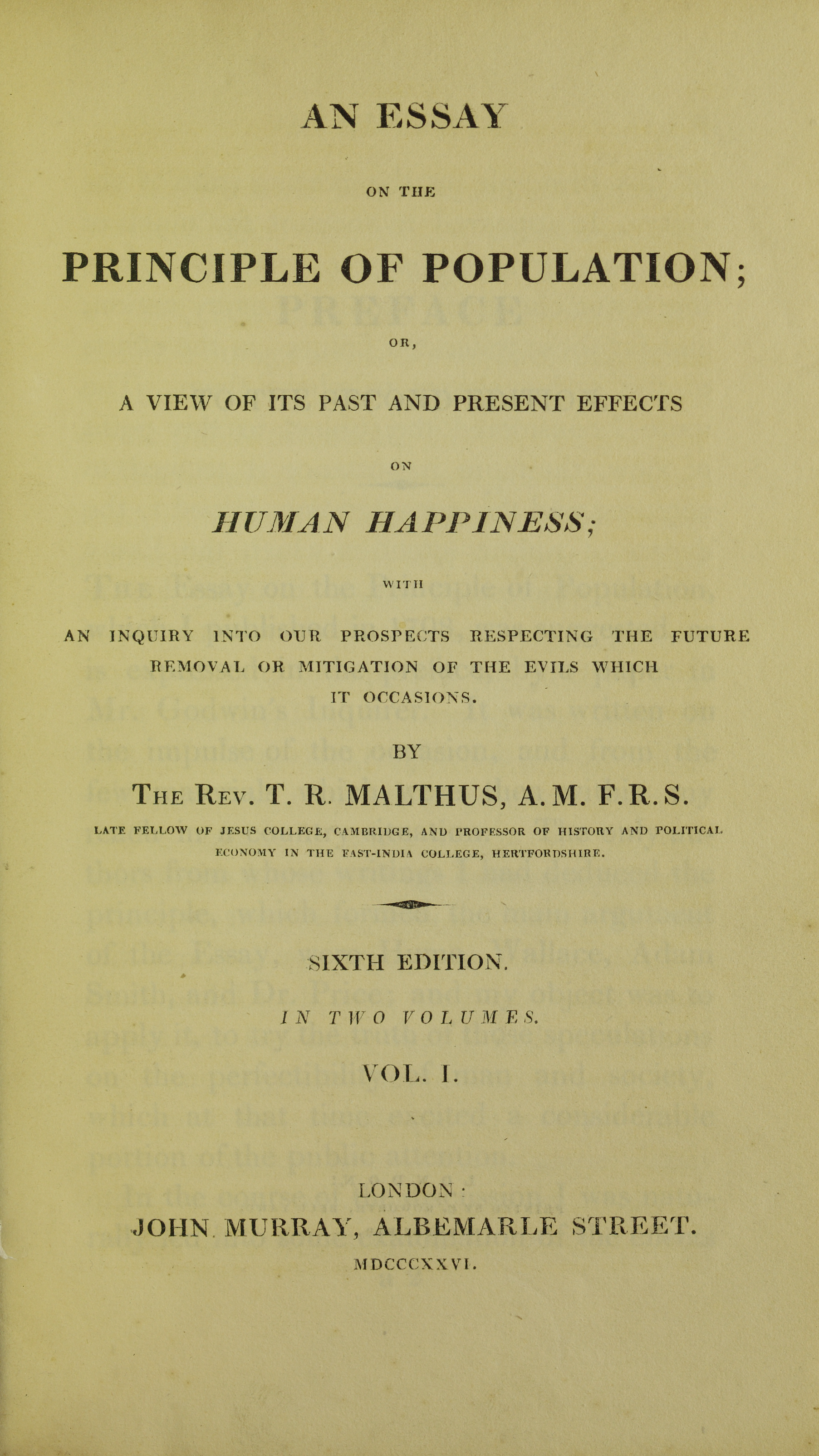
Essay on the principle of population, 1826

### Discípulos
Suas obras exerceram influência em vários campos do pensamento e forneceram a chave para as teorias evolucionistas de Darwin e Wallace. Os economistas clássicos como David Ricardo, incorporaram o princípio da população às suas teorias, supondo que a oferta de força de trabalho era inexaurível, sendo limitada apenas pelo fundo de salários.
Para Malthus, assim como para seus discípulos, qualquer melhoria no padrão de vida de grande massa é temporária, pois ela ocasiona um inevitável aumento da população, que acaba impedindo qualquer possibilidade de melhoria.
Ele foi um dos primeiros pesquisadores a tentar analisar dados demográficos e econômicos para justificar sua previsão de incompatibilidade entre o crescimento demográfico e à disponibilidade de recursos. Apesar de ter assumido popularmente que as suas teses deram à Economia a alcunha da "ciência da desesperança" (dismal science), a frase foi na verdade cunhada pelo historiador Thomas Carlyle em referência a um ensaio contra a escravatura escrito por John Stuart Mill.
Thomas Malthus representa o paradigma de uma visão que ignora ou rebaixa os benefícios da industrialização ou do progresso tecnológico. Ernest Gellner afirma em Pós-modernismo, razão e religião:
"Previamente, a humanidade agrária vivia num mundo malthusiano no qual a escassez de recursos em geral condenava o homem a estritas e autoritárias normas sociais, à dominação tanto por tiranos quanto por concidadãos ou por ambos."
Para o autor, a diferença entre as classes sociais era uma consequência inevitável. A pobreza e o sofrimento eram o destino para a grande maioria das pessoas.

### Teorias demográficas a partir da malthusiana
No contexto histórico do fim da Segunda Guerra Mundial, surge a ONU, havendo um consenso entre os participantes acerca da diminuição das desigualdades econômicas no planeta, desenvolvendo-se a teoria demográfica neomalthusiana como uma tentativa de explicar a ocorrência de fome nos países subdesenvolvidos. Para os neomalthusianos quanto maior o número de habitantes de um país, menor a renda per capita e a disponibilidade de capital a ser distribuído pelos agentes econômicos. Verifica-se que essa teoria, embora com postulados totalmente diferentes daqueles utilizados por Malthus, chega à mesma conclusão: o crescimento populacional é o responsável pela ocorrência da miséria. Entretanto, eram favoráveis ao uso de métodos anticoncepcionais e propunham a sua difusão em massa nos países subdesenvolvidos.
Já na teoria mais atual, denominada ecomalthusiana, o crescimento populacional e os recursos naturais estão em desequilíbrio, o elevado crescimento gera a exploração dos recursos naturais, gerando impactos sobre o ambiente natural.

## Outras obras

### 1800:The present high price of provisions
Nesta obra, seu primeiro panfleto publicado, Malthus argumenta contra a noção predominante em sua localidade de que a ganância dos intermediários causou o alto preço das provisões. Em vez disso, Malthus diz que o alto preço decorre das Leis dos Pobres, que "aumentam os subsídios paroquiais na proporção do preço do milho". Assim, dada uma oferta limitada, as Leis dos Pobres forçam o preço das necessidades diárias a subir. No entanto, ele conclui dizendo que em tempos de escassez tais Leis dos Pobres, ao elevar o preço do milho de forma mais equilibrada, na verdade produzem um efeito benéfico.

### 1814:Observations on the effects of the Corn Laws
Embora o governo na Grã-Bretanha tenha regulado os preços dos grãos, as Leis do Milho se originaram em 1815. No final das Guerras Napoleônicas daquele ano, o Parlamento aprovou uma legislação proibindo a importação de milho estrangeiro para a Grã-Bretanha até que o milho doméstico custasse 80 xelins por trimestre. O alto preço fez com que o custo dos alimentos aumentasse e causou angústia entre as classes trabalhadoras nas cidades. Isso levou a sérios distúrbios em Londres e ao Massacre de Peterloo em Manchester em 1819.
Nesse panfleto, impresso durante a discussão parlamentar, Malthus apoiou provisoriamente os comerciantes livres. Ele argumentou que, dado o custo crescente do cultivo de milho britânico, as vantagens advinham de suplementá-lo de fontes estrangeiras mais baratas.

### 1820:Principles of political economy
Em 1820 Malthus publicou Princípios de Economia Política. (Uma segunda edição foi publicada postumamente em 1836.) Malthus pretendia que este trabalho rivalizasse com os Princípios de Ricardo (1817).

### Outras publicações
- 1807. A letter to Samuel Whitbread, Esq. M.P. on his proposed Bill for the Amendment of the Poor Laws. Johnson e Hatchard, Londres.
- 1808. Spence on Commerce. Edinburgh Review 11, Janeiro, 429–448.
- 1808. Newneham and others on the state of Ireland. Edinburgh Review 12, Julho, 336–355.
- 1809. Newneham on the state of Ireland, Edinburgh Review 14 Abril, 151–170.
- 1811. Depreciation of paper currency. Edinburgh Review 17, Fevereiro, 340–372.
- 1812. Pamphlets on the bullion question.  Edinburgh Review 18, Agosto, 448–470.
- 1813. A letter to the Rt. Hon. Lord Grenville. Johnson, Londres.
- 1817. Statement respecting the East-India College. Murray, Londres.
- 1821. Godwin on Malthus. Edinburgh Review 35, Julho, 362–377.
- 1823. The Measure of Value, stated and illustrated
- 1823. Tooke – On high and low prices. Quarterly Review, 29 (57), Abril, 214–239.
- 1824. Political economy. Quarterly Review 30 (60), Janeiro, 297–334.
- 1829. On the measure of the conditions necessary to the supply of commodities. Transactions of the Royal Society of Literature of the United Kingdom. 1, 171–180. John Murray, Londres.
- 1829. On the meaning which is most usually and most correctly attached to the term Value of a Commodity. Transactions of the Royal Society of Literature of the United Kingdom. 2, 74–81. John Murray.